# Pampers

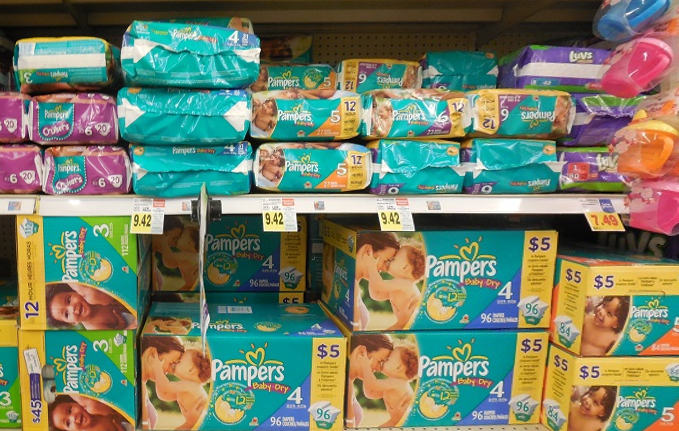
Förpackningar med Pampers blöjor.

Pampers är ett varumärke för blöjor ägt av den amerikanska koncernen Procter & Gamble. Pampers grundades 1959 i New York av Victor Mills. 
I Sverige gick Pampers från att vara nästan helt okända till att ta en stor del av marknaden genom att tidigt och flitigt använda sig av reklamfilmer i TV under 1990-talet.